# 2123 Vltava
A 2123 Vltava (ideiglenes jelöléssel 1973 SL2) a Naprendszer kisbolygóövében található aszteroida. Nyikolaj Csernih fedezte fel 1973. szeptember 22-én. A csehországi Moldva folyóról (Vltava) nevezték el.